# Helmershausen
Das Dorf Helmershausen ist ein Ortsteil der Gemeinde Rhönblick im Landkreis Schmalkalden-Meiningen in Thüringen.

## Geographie
Helmershausen hat etwa 620 Einwohner und liegt im Tal der Herpf, an der Hörbach-Mündung, am Fuße des Gebabergs und des Hutsbergs, auf dem sich die gleichnamige Burgruine befindet. Das Gebiet des Ortes gehört zum Biosphärenreservat Rhön.

## Geschichte

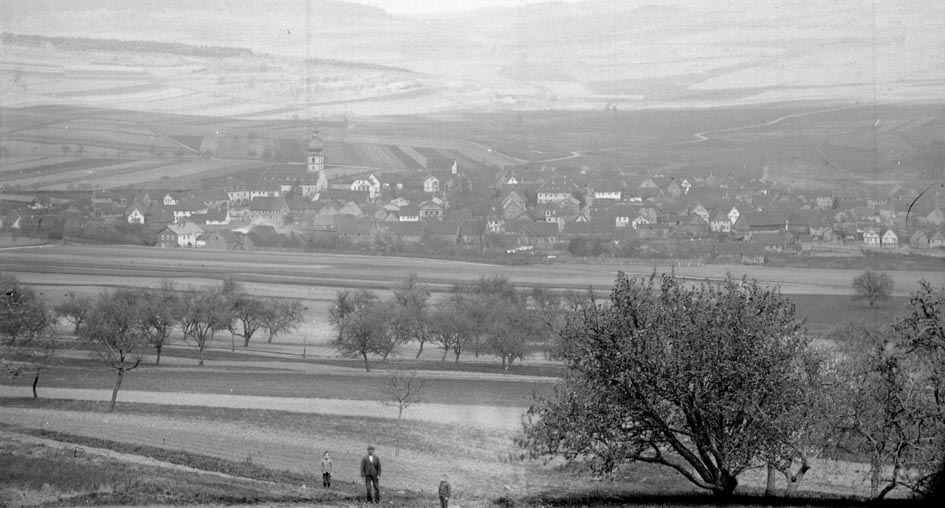
Helmershausen fotografiert von Anton Tretter um 1900

Der Ort wurde 856 erstmals urkundlich in einem Schenkungsbrief der Abtei Fulda als „Helmrichshusun“ erwähnt. Neben der Abtei Fulda waren auch die Grafen von Henneberg hier begütert. Graf Poppo VI. von Henneberg vertauschte 1181 zwei Talente von seinen hiesigen Einkünften an den Abt von Fulda gegen andere Güter. Am 21. Oktober 1232 schlossen Abt Konrad von Fulda und Graf Poppo VII. von Henneberg einen Vertrag, in dem Hendungen gegen Besitzungen in Helmershausen getauscht wurde. 1317 überließ Graf Berthold VII. von Henneberg-Schleusingen das Gericht Helmershausen dem Abt Heinrich von Fulda gegen das Gericht Roßdorf, das bisher dem fuldischen Provinzialgericht in Dermbach unterworfen war. Die Abtei Fulda erwirkte 1323 von Kaiser Ludwig die Bewidmung des Ortes mit Frankfurter Stadtrecht. Davon erlangten aber nur die Märkte praktische Bedeutung.
Die Abtei Fulda trat den Ort bald darauf an die Herren von Frankenstein ab, die den Ort 1330 wieder an die Henneberger verkauften. Neben diesen Oberherren waren auch noch eine verhältnismäßig große Anzahl Adeliger hier ansässig. Außer dem „Hennebergischen Freihof“ am Markt auf dem sogenannten Poppenstein, der zu dem nahen Schloss Hutsburg gehört hatte, befanden sich in Helmershausen fünf Rittersitze:
- 1. Das „Schwarze Schloss“ „vor dem Kirchhof“. Es gehörte den Herren von Erffa, dann den von Heldritt, dann den von Auerochs und ab 1711 den von Wechmar.[4]
- 2. Christof von Ostheim hatte mehrere Höfe „bei der Linde“ in Besitz („Gelbes Schloss“). Er verkaufte diese 1599 an die Herren von Zweiffeln. 1696 wurden die Freiherrn von Speßhardt Besitzer, und diese Familie verkaufte die Höfe 1766 der Gemeinde.[5]
- 3. Die Herren von Kohlhausen hatten eine Kemenate inne, die zum vor dem Ort gelegenen „Schloss Kohlhausen“ (jetzt Wüstung) gehörte. Die Familie erlosch 1566.
- 4. Das „Rote Schloss“ gehörte denen von Wildungen.[6]
- 5. Das „Jägergut“.

Helmershausen gehörte zum Hintergericht im Amt Lichtenberg im Herzogtum Sachsen-Eisenach bzw. später Sachsen-Weimar-Eisenach.
Helmershausen war 1611–1621 von Hexenverfolgungen betroffen: 17 Frauen gerieten in Hexenprozesse, 14 wurden verbrannt, eine starb unter der Folter, zwei wurden mit Landesverweis bestraft. Das letzte Opfer war Grete, Hans Müllers Frau.
Von 1991 bis 1996 war die einstmals eigenständige Gemeinde der Verwaltungsgemeinschaft Rhönblick angeschlossen, die zum 1. August 1996 mit weiteren Gemeinden in der Gemeinde Rhönblick aufging.

## Bauwerke

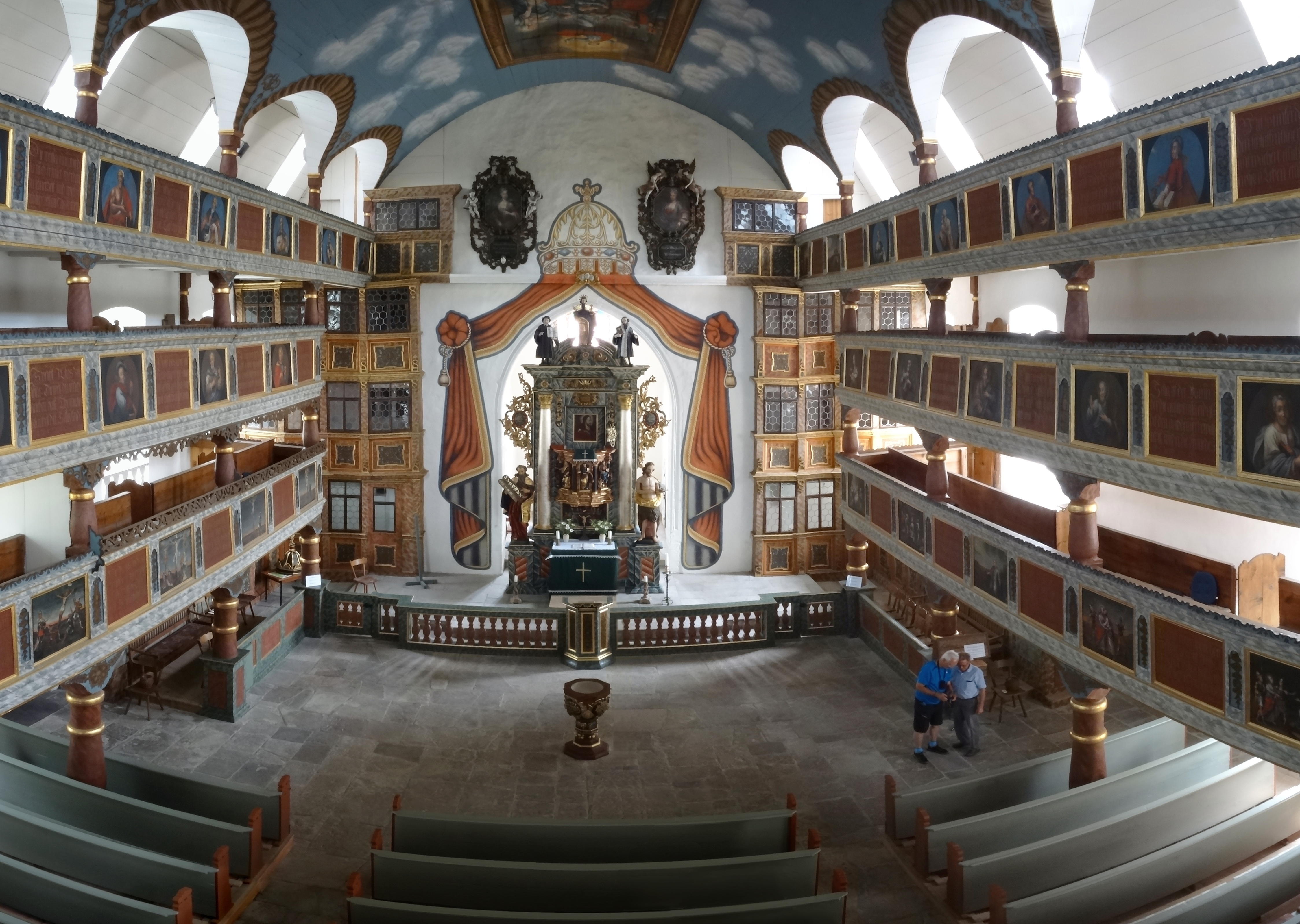
Dorfkirche („Dom der Rhön“)

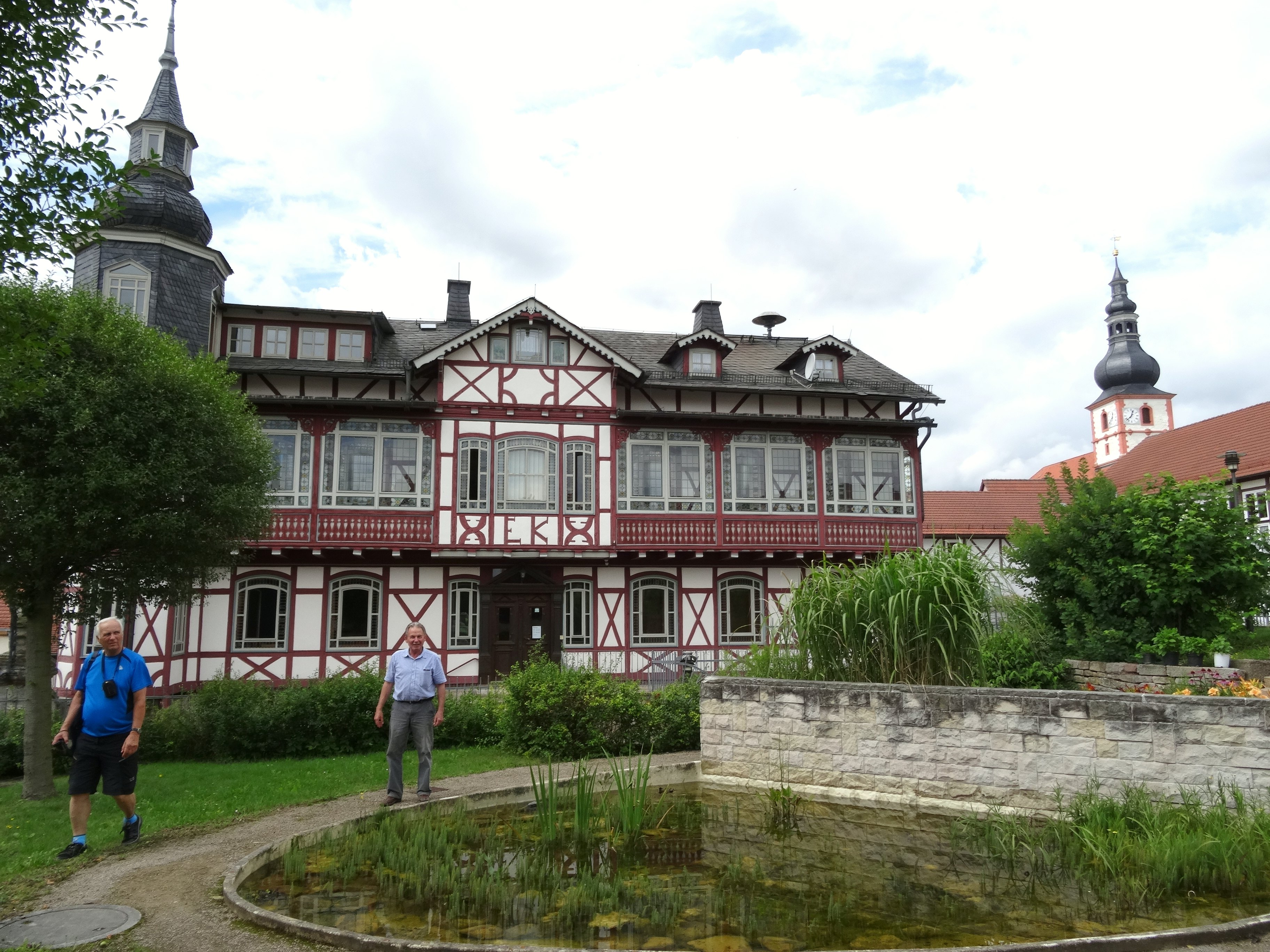
Ehemaliges „Rotes Schloss“

Der historische Ortskern ist denkmalgeschützt und enthält eine Zahl wertvoller fränkischer Fachwerkhäuser. Darunter befinden sich die besonders eindrucksvollen ehemaligen Rittersitze „Schwarzes Schloss“, „Rotes Schloss“ und „Gelbes Schloss“ sowie der „Henneberger Freihof“. Oberhalb des Dorfes auf dem Hutsberg steht die Ruine der Hutsburg, einer einstigen Vogtei der Grafen von Henneberg.
- Dorfkirche Helmershausen, mit ihrem fünfgeschossigen Turm, wird „Dom der Rhön“ genannt. Die ungewöhnlich große und weiträumige Bruchsteinkirche im Stil des späten Barock wurde 1736–1752 erbaut, an Stelle und unter Verwendung von Mauerwerk einer älteren Kirche aus dem 15. Jahrhundert. Der barocke Innenraum mit seinen dreigeschossigen Emporen bietet Platz für mindestens 700 Menschen. Sehenswert sind die bemalte Holzdecke, die Orgel, die Kanzel mit einer Kanzeluhr, der Altar sowie speziell verglaste Emporen, die nur dem Adel zustanden.[8]

- „Rotes Schloss“: Dieser ehemalige Rittersitz stammt aus dem 17. Jahrhundert und wurde 1894 renoviert. Er war verschiedentlich im Besitz der Familien Voit von Rieneck, von Heßberg, von Heldritt und von Wildungen. In seiner heutigen Form wurde er 1990 erneuert. Das Gebäude ist heute Eigentum der Gemeinde und beherbergt die Außenstelle der Gemeinde Rhönblick und die Dorfbibliothek.

- „Gelbes Schloss“: Das Schloss wurde 1562/63 erbaut und befand sich nacheinander im Besitz der Herren von Zweiffel, von Heldritt, von Speßhardt und von Wildungen. Es ist heute in Privatbesitz.

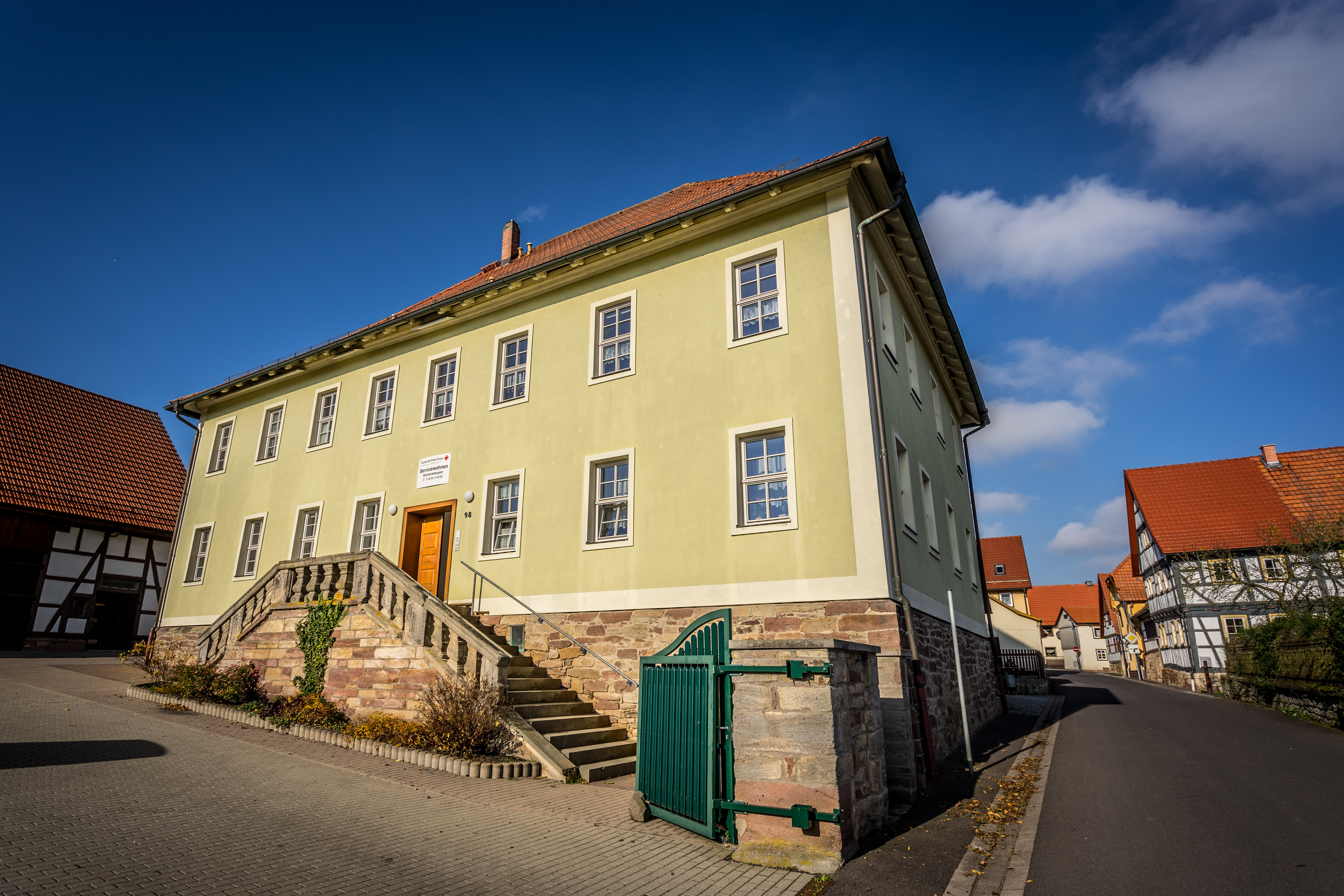
Das sanierte „Schwarze Schloss“

- „Schwarzes Schloss“: Das Schloss wurde 1575 von den Herren von Erffa erbaut. Spätere Besitzer waren die von Groß und von Wechmar. Heute ist es, vollständig saniert, Eigentum der Gemeinde und enthält Wohneinheiten zum betreuten Wohnen.

## Persönlichkeiten
- Andreas Wilke (* 5. Juli 1562 in Helmershausen; † 19. Juni 1631 in Gotha), Philologe[9]
- Georg von Bertouch (* 1668 in Helmershausen; † 14. September 1743 in Oslo, Norwegen), Komponist und dänisch-norwegischer General
- Johann Christian Molter  (* 2. September 1735 in Helmershausen; † 31. Dezember 1789 in Farnroda), Pfarrer